# Rittergut Wahren

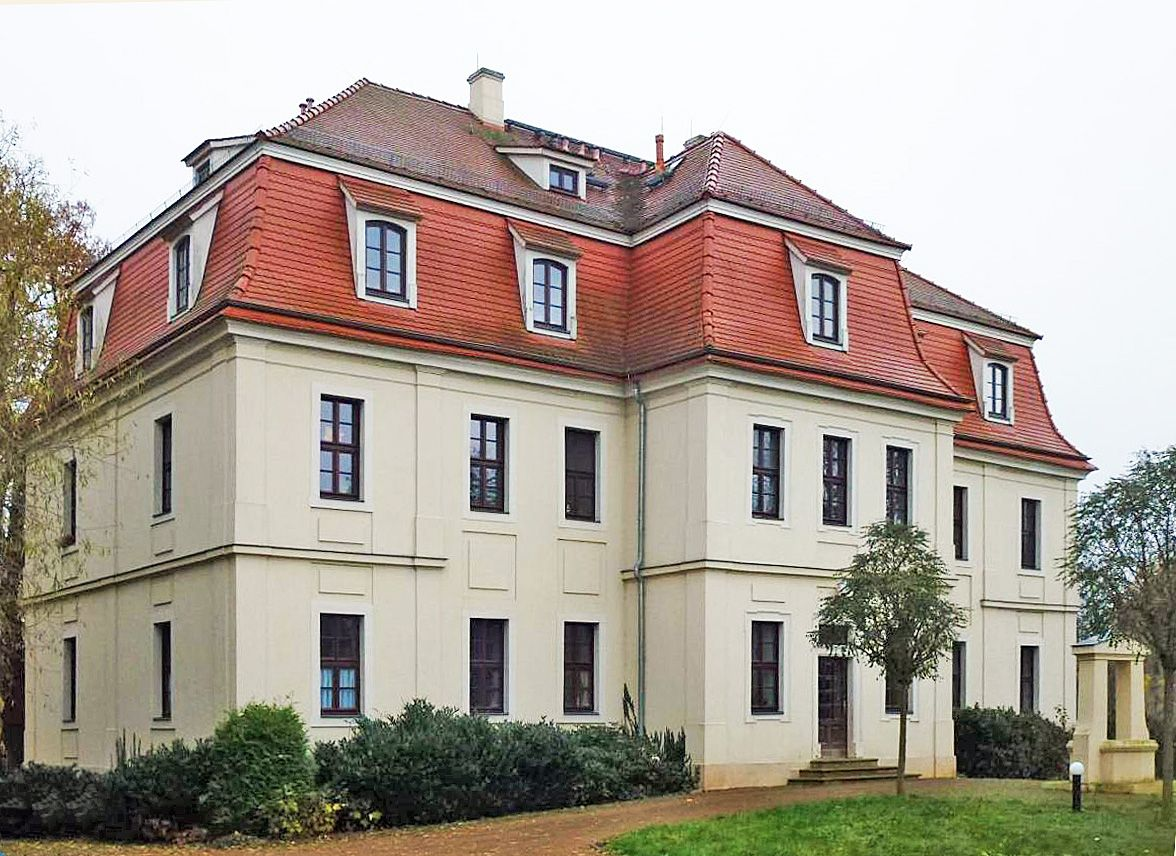
Herrenhaus des ehemaligen Rittergutes (2012)

Das Rittergut Wahren war ein Gebäudekomplex im Dorf Wahren nordwestlich von Leipzig. Davon ist nur das unter Denkmalschutz stehende Herrenhaus erhalten.

## Lage und Gestalt
Das Rittergut Wahren lag südwestlich des Dorfes in dem Winkel, der durch den Abzweig des bis Anfang der 1920er Jahre existierenden Hundewassers von der Elster gebildet wurde. Es war ein Hof mit mehreren Wirtschaftsgebäuden an der Süd- und einem Herrenhaus an der Nordseite sowie Toren nach Osten und Süden, jeweils mit Brücken über die Flüsse.
Das Mitte des 18. Jahrhunderts neu errichtete und erhaltene Herrenhaus ist ein zweigeschossiger Bau im Barockstil mit einem dreiachsigen Mittelrisalit und einem Mansardwalmdach. Gegenüber dem Eingang steht ein Brunnen mit einem Sandsteinaufbau. Die heutige Adresse im seit 1922 Leipziger Stadtteil Wahren lautet Rittergutsstraße 23.

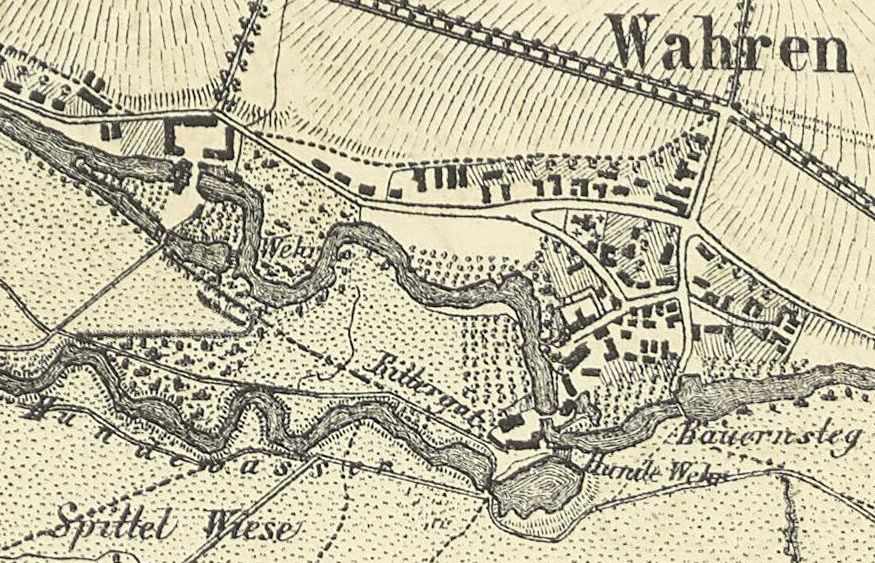
Lage des Gutes (1863)
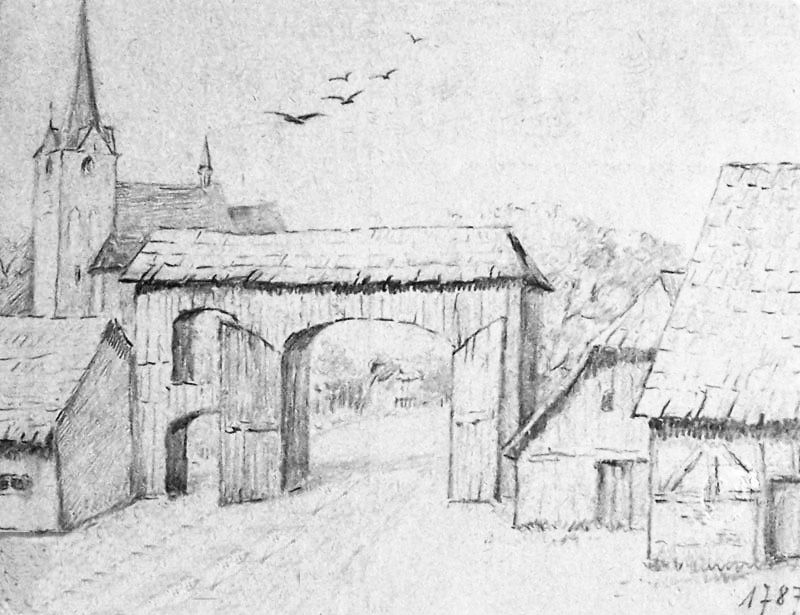
Osttor (1783)
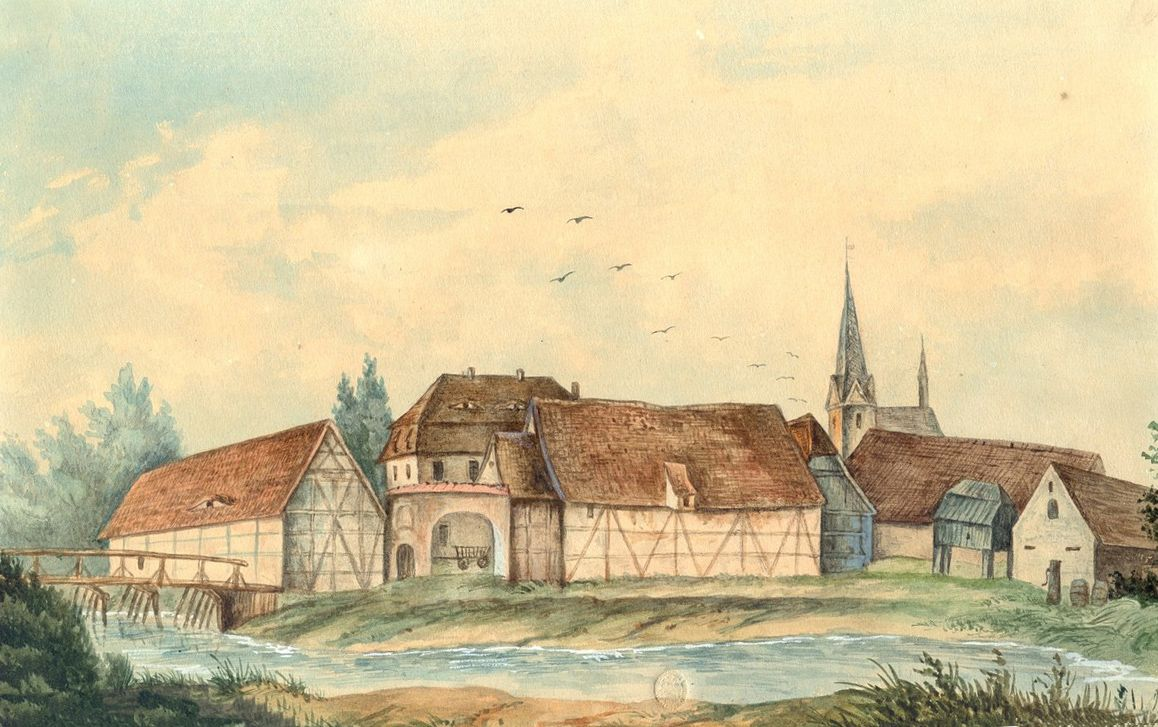
Von Süden (Ende 19. Jahrh.)
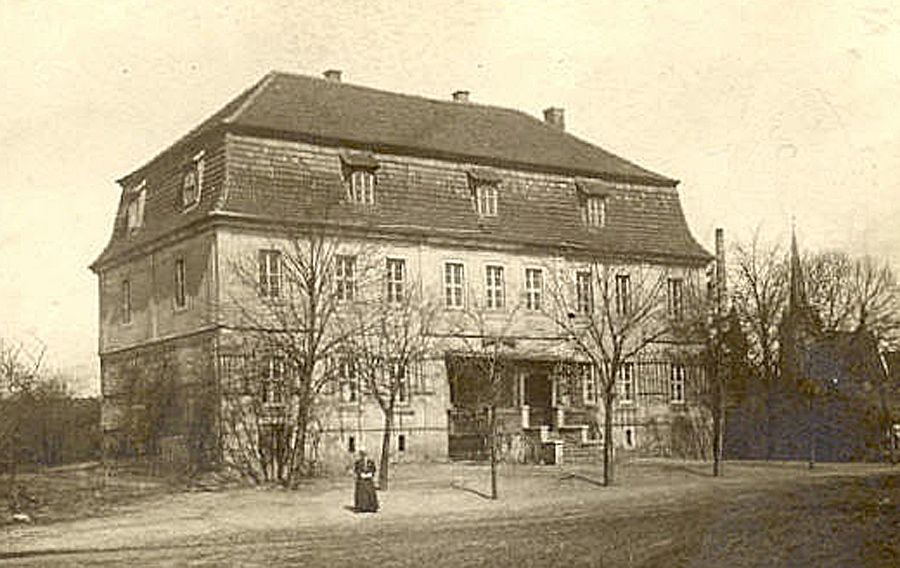
Herrenhaus Hofseite (1908)

## Geschichte
Als erster Herr auf Wahren wird um 1185 in Archivalien des Sächsischen Staatsarchivs ein Heinrich von Wahren erwähnt, der zum Gefolge des späteren Markgrafen von Meißen Dietrich des Bedrängten (1162–1221) gehörte. Nach weiteren drei Mitgliedern dieser Familie folgten ab 1295 fünfzehn verschiedene Besitzer des Gutes, bis es 1650 vom Rat der Stadt Leipzig aufgrund einer Schuldforderung an Johann Heinrich von Stammer, Domherr in Magdeburg und Naumburg, überging. Bis zum Jahre 1900 blieb es nun im Besitz der Familie von Stammer, die aber nicht hier wohnte, sondern es verpachtete. Um 1750 ließen die von Stammers das barocke Herrenhaus errichten. Im Jahre 1900 verkaufte Deodat von Stammer das Gut an die Bank für Grundbesitz in Leipzig, die es auflöste. Die Wirtschaftsgebäude wurden abgerissen.
Um 1916 kaufte der Leipziger Rauchwarenhändler Richard Lindner, der im späteren Wellenwerk in Wahren auch eine Produktionsstätte besaß, das Anwesen und ließ das Herrenhaus zu einem Wohnhaus für sechs Familien umbauen.
1976 sollte das Haus wegen erheblicher Bauschäden und fehlender Mittel zur Instandsetzung abgerissen werden, was aber durch die Denkmalschutzbehörde verhindert werden konnte. Von 1983 bis 1988 erfolgte eine Restaurierung und eine weitere 1999/2009 mit einer wesentlichen Verbesserung des Wohnkomforts.

## Ausblick
Seit 2019 existiert eine Planung für die Errichtung von acht viergeschossigen Wohngebäuden mit 110 Wohnungen und Tiefgarage auf dem Gelände des Rittergutes und der westlich anschließenden Fläche. Das Projekt läuft unter dem Namen Auenhöfe Leipzig.